# Белозёрки (Красноярский район)
Белозёрки — село в Красноярском районе Самарской области. Входит в состав сельского поселения Красный Яр. Стоит на федеральной трассе «Урал».

## География
Находится на левобережье реки Сок на расстоянии менее 4 километров по прямой на юг от районного центра села Красный Яр.

## Население
| 2010 |
| ---- |
| 1440 |

Постоянное население составляло 1346 человек (русские 67 %) в 2002 году, 1440 в 2010 году.

## Инфраструктура
МОУ Белозёрская СОШ
Гостиница, автомойка, автодром, кафе и прочее объекты инфраструктуры, обслуживающий транзитных водителей.

## Транспорт
Остановка общественного транспорта «Белозёрки».

## Известные уроженцы
- Никонов, Андрей Григорьевич — герой Советского Союза (1943).